# Kubjasschritt
Der Kubjasschritt war ein Längenmaß in Estland und wurde zur Vermessung von Ackerland verwendet. Das zugrunde liegende Maßsystem wurde 1845 zugunsten des russischen außer Kraft gesetzt.
- 1 Kubjasschritt = 1 Yard (engl.) = 405,3425 Pariser Linien = 0,91438 Meter
- 5 Kubjasschritte = 1 Stange = 4,57192 Meter